# 松岡セイラ
松岡 セイラ（まつおか せいら、1993年5月13日 - ）は、日本のAV女優。オールプロモーション所属。

## 略歴・人物
秋田県出身。2013年10月にデビュー。現役のレースクイーンとされる長身でショートカットのAV女優。
趣味:はメイク、ネイル。特技はバレーボール。

## 出演作品

### アダルトDVD
2013年
- 元アキバ系アイドルユニット! 八頭身ショートヘアのパイパン美少女 待望のAVデビュー（10月1日、キャンディ）※デビュー作、「松岡聖羅」名義
- 働くオンナ猟り vol.05 【仕事帰りのデパガをとことんハメ倒せ!!】 新宿 デパガ&OL編（11月1日、プレステージ）※「松岡美緒」名義　他出演:まゆみ、秋月優奈、鳴美怜
- この娘、ここで働いてます。 case 2（11月12日、プレステージ）
- 170センチ モデル系女子が就職したのはキモメン株式会社だった 〜元キャンギャルの躰にキモメンが群がる〜（11月21日、ヒビノ）
- 恥ずかしいカラダ 現役キャンギャル（11月23日、HMJM）
- 魅惑の現役レースクイーン（11月25日、オーロラプロジェクト）
- 美脚監禁（12月19日、ドグマ）

2014年
- GET!! 素人ナンパ No.161 新春ご当地美女 新潟アンド水戸（1月7日、桃太郎映像出版）他出演:大原友美、須藤早紀、椎名優、萌雨らめ、成宮ひより ほか
- ハイスペック美少女限定 AV出演を知らなかったファンの目の前で見せつけ生中出しSEX! 寝取られショックで涙目憔悴! 心とウラハラに過去最大級のビキチン勃起するファン達を見て、アヘイキしまくる変態ハイスペックレースクイーンの寝取られファン感謝祭!（1月9日、michiru）※「松岡聖羅」名義
- セクシー交通監視員の女（1月10日、アップス）
- グラマー未発表スペシャル 11（1月25日、HMJM）他出演:紺野マリエ、鈴村いろは、内村りな
- 未体験 丸見え映像!! 〜三人のツルンとパイパン女子校生〜（2月7日、太もも太郎）他出演:青井いちご、桜ちずる
- 羞恥願望を抑えきれない現役キャンペーンガール（2月20日、GARCON）
- 狙われたキャンペーンガール（2月25日、オーロラ・プロジェクト）
- 背の高いお姉さんに見下されたい。（3月1日、Doスケベ）
- 隣に引っ越してきた子供がいるのにミニスカがやめられない若妻のパンチラを注意しているうちに我慢できなくなってしまい押し倒してTバックの脇から挿入したら可愛いドM声で感じだした!（3月6日、ナチュラルハイ）他出演:佐々木絵美、柏木あづさ
- パイパンレースクィーン（3月7日、クリスタル映像）
- 現役RQのすっごいお尻とパイパン中出しセックス（3月15日、MARRION）
- 家庭教師に媚薬を飲ませたら効きすぎてSP 妊娠してもいい!ガチ生中出しをお願いされ超超超困った 2（4月24日、ナチュラルハイ）他出演:彩城ゆりな、葵こはる
- 犯され人形 長身バージョン（4月25日、ダスッ!）※「松岡聖羅」名義
- スチュワーデス、セイラ いいなりSEXナマ中出し!（5月7日、Be Free）※「松岡聖羅」名義
- ドスケベ女18人 いつでもどこでも本気でイキまくる オナニーマガジン 4時間 II（5月15日、プリモ）他出演:荒木まい、阿部乃みく、小湊菜々 ほか
- キミだけに語りかけ! ロリっ娘20人! オマ●コぴちゃぴちゃ指入れ自画撮りオナニー4時間DX vol.09（5月16日、ロリオナ）他出演:中谷美結、小林るな、小西まりえ、風花ゆめ、青井いちご、琴音さら、相沢れおな、鳴海すず、高秀朱里、月野詩、辻井ゆう、さくらあきな、桜ちずる、愛須心亜、あゆみ翼、乙葉ななせ、夢咲りぼん、君原歩、比留間千沙
- ボーイッシュ ビューティー（5月19日、ミル）
- 男魂 快楽地獄責め 第十五巻（6月1日、MOTHERS ENTERTAINMENT PICTURES）
- 完全着衣で松岡セイラとHなデートしょ♥（6月7日、unfinished）
- 八頭身現役RQ初アナルで痙攣!!（6月19日、エムズビデオグループ）
- 女子大生レースクィーンが変態カムアウト!この日のために集められたオナ禁男たちとサル並みに交尾!濃厚精液を生オマ●コに注ぎ込まれる!（6月25日、シャーク）
- 20歳のワンピース コンサバお嬢さんはノースリーブがお好き お姉さんのスカート 5（6月30日、JAMS）
- 童貞アナル拷コン（7月1日、MOTHERS ENTERTAINMENT PICTURES）共演:北川エリカ、内村りな、伊藤しほり
- 夫にナイショのハズなのに、見せつけるような本気の中出し性交をする若妻たち（7月5日、NON）他出演:千星はるか
- 僕の恥ずかしいオナニーをガン見してもらえませんか?（7月5日、NON）他出演:桜木郁、大塚れん、井上英李、山口二菜、芹野莉奈
- 「水着モデル募集」で集まった一般女性が合体ハレンチ水着体験 “おま○こパックリ”の下品なポーズから生ち○ぽ結合!中出し!の野外水着撮影会（7月10日、SODクリエイト）他出演:橘優花、雫月こと
- 街ですれ違うキレイな女のエロい部分を見たいから「催眠術」と「媚薬」で操って中出しセックスまでした映像がみたい!（7月10日、Mr.michiru）他出演:萌芭、美山ゆず ほか
- 私、キモ男じゃないとSEXできません!（8月7日、グローリークエスト）
- パンストすけすけ! コスチュームプレイ（8月7日、unfinished）
- 全身見せつけ挑発! エロっぽい先生の体をじっくり見ていたら、連続で射精を強制されちゃった僕。（8月13日、アロマ企画）他出演:内村りな、水野葵
- 直下型&M字パンチラ挑発 スポーツ女子校生編（8月13日、アロマ企画）他出演:湯浅美央、野宮さとみ、初芽里奈、ショコラ、内村りな、西原智美
- 胸チラ挑発 ノーブラ勃起乳首（8月13日、アロマ企画）他出演:乙葉ななせ、千星はるか、武藤つぐみ、水野葵、益若エリカ
- 「童貞くんのセックスの練習相手になっていただけませんか!?」 街中で声を掛けた綺麗で心優しいOLさんが素股でセックス指南!のつもりがヌルっと入って赤面筆おろし!（8月21日、SODクリエイト）他出演:川村まや、水野葵 ほか
- 「チクショー!なんでこんなエロいんだ!」 僕の家庭教師は超エロいっす!いつもミニスカでパンツ見えまくり!胸の谷間も見えまくり!でもエロいだけで全然勉強は教えてくれません!いつもベッドで雑誌読むか、パンチラ&胸チラ全開の超無防備な姿で寝ているだけ!!ただ、何をするにもとにかくエロい!そのくせ全くヤラせてくれる気配が無い!これが一番辛い!もう我慢も限界!だから、寝ている隙に勇気を振り絞ってこっそりとパンツを脱がしマ○コに超強力媚薬を塗りたくってやりました!徐々に媚薬が効き始めると感じ出し、目を覚ます頃には時すでに遅し!嫌がるどころか飛び跳ねるほど感じまくってすぐに僕を求めてきました!しかも何度も何度も…（8月21日、アパッチ）他出演:羽月希、宮本菜々花 ほか
- 悪の組織開発計画 スパンデクサー編（8月22日、GIGA）
- 挑発ディルドオナニー（8月25日、アロマ企画）他出演:千星はるか、小西まりえ、水野葵、内村りな、日向こはる
- 働く美尻OLのパンツスーツに射精 お姉さんのスーツ 4（8月20日、JAMS）他出演:竹内紗里奈、片瀬仁美、一ノ瀬ルカ、山本咲希
- 僕に厳しい姉の大胆オナニーを見てしまったら『お願い…、内緒にして…』と懇願してきたので勃起したチ●ポをそっと前に突きつけたら夢中でシャブリつかれてしまった。（9月5日、NON）他出演:希咲エマ、芹野莉奈、篠田あゆみ、木島すみれ、北川エリカ
- 国際線CA達がタイでお忍びで通う 極上リラクゼーションSPA 3（9月10日、DOC）他出演:佐々木玲奈、加藤ツバキ、武井もな
- ホロ酔い立ち飲み女子は高確率でナンパできる!（10月10日、ナンパHEAVEN）他出演:楓ゆうか、小鳥遊はる、月島えみり、永崎文
- 焦らして焦らして契約をとる寸止め性保レディ（11月14日、BAZOOKA）他出演:綾瀬みなみ、小鳥遊はる、北川エリカ、月島えみり
- もっこり食い込みパイパンレオタード（11月19日、FETISH BOX）
- 自画撮りオマ○コ 指オナニー 2（12月4日、グローリークエスト）他出演:武井麻希、早乙女らぶ、藤原ひとみ、鈴村みゆう、渡辺もも、武藤つぐみ、佐々木絵美、桜井あゆ、滝川かのん、橘ひなた、桜ちずる、宮本菜々花、北川いつき、篠宮ゆり、琥珀うた
- 誘惑パンスト美痴女（12月19日、FETISH BOX）

2015年
- ノーパンストに直電マ! 2（1月25日、DOC）他出演:事原みゆ、紺野まこ、里咲しおり、北原つばさ、水樹心春、石原ゆりな、風音舞香、さくら悠、北川怜
- ボンデージの虜 M男調教QUEEN（3月15日、未来 フューチャー）
- わたしを援助して下さい…（6月25日、スーパークリア）